# 姚敏学
姚敏学（1938年10月—），男，河南濮阳人，中华人民共和国政治人物，曾任中共河南省委副书记，中共宁夏回族自治区党委常委、副书记，第七、八届全国人大代表，第九届全国政协委员。